# 2011-es U21-es labdarúgó-Európa-bajnokság (selejtező – 5-ös csoport)
A 2011-es U21-es labdarúgó-Európa-bajnokság selejtezők 5-ös csoportjában Csehország , Izland, Németország, Észak-Írország és San Marino U21-es labdarúgó-válogatottai mérkőznek meg egymással.

## Állás
| Csapat         | M | Gy | D | V | Rg | Kg | Gk  | P  |
| -------------- | - | -- | - | - | -- | -- | --- | -- |
| Csehország     | 6 | 6  | 0 | 0 | 21 | 2  | +19 | 18 |
| Izland         | 7 | 5  | 1 | 1 | 28 | 8  | +20 | 16 |
| Németország    | 6 | 2  | 2 | 2 | 22 | 9  | +13 | 8  |
| Észak-Írország | 6 | 1  | 1 | 4 | 8  | 13 | –5  | 4  |
| San Marino     | 7 | 0  | 0 | 7 | 0  | 47 | –47 | 0  |

## Mérkőzések
| 2009. június 9. 20:30 CEST | San Marino | 0 – 8       | Csehország                                                                     | Olimpico, Serravalle · Játékvezető: Huw Jones Wales |
| 2009. június 9. 20:30 CEST |            | jegyzőkönyv | 19' 31' 38'Pekhart 29' Hořava 45' Valenta 49' (11-es) 69' Dočkal 86' Chramosta | Olimpico, Serravalle · Játékvezető: Huw Jones Wales |

| 2009. augusztus 12. 17:30 CEST | Izland | 0 – 2       | Csehország               | KR-völlur, Reykjavík · Játékvezető: Euan Norris Skócia |
| 2009. augusztus 12. 17:30 CEST |        | jegyzőkönyv | 58' Rabušic 79' Čelůstka | KR-völlur, Reykjavík · Játékvezető: Euan Norris Skócia |

| 2009. szeptember 4. 18:00 CEST | Németország                                                  | 6 – 0       | San Marino | Tivoli, Aachen · Játékvezető: Goran Spirkoski Észak-Macedónia |
| 2009. szeptember 4. 18:00 CEST | Naki 4' Boateng 19' Hummels 31' Schieber 33' 56' Höwedes 41' | jegyzőkönyv |            | Tivoli, Aachen · Játékvezető: Goran Spirkoski Észak-Macedónia |

| 2009. szeptember 4. 20:00 CEST | Csehország           | 2 – 0       | Észak-Írország | Stadion Střelnice, Jablonec nad Nisou · Játékvezető: Thomas Vejlgaard Dánia |
| 2009. szeptember 4. 20:00 CEST | Gecov 72' Dočkal 83' | jegyzőkönyv |                | Stadion Střelnice, Jablonec nad Nisou · Játékvezető: Thomas Vejlgaard Dánia |

| 2009. szeptember 8. 20:15 CEST | Németország            | 1 – 2       | Csehország             | BRITA-Arena, Wiesbaden · Játékvezető: Stuart Attwell Anglia |
| 2009. szeptember 8. 20:15 CEST | Hummels 90'+2' (11-es) | jegyzőkönyv | 21' 70' (11-es)Rabušic | BRITA-Arena, Wiesbaden · Játékvezető: Stuart Attwell Anglia |

| 2009. szeptember 8. 20:30 CEST | Észak-Írország | 2 – 6       | Izland                                                                                | The Showgrounds, Coleraine · Játékvezető: Bognár Tamás Magyarország |
| 2009. szeptember 8. 20:30 CEST | Magennis 58'   | jegyzőkönyv | 15' (11-es) Vidarsson 32' Gunnarsson 42' Finnbogason 44' 64' Gislason 57' Guðmundsson | The Showgrounds, Coleraine · Játékvezető: Bognár Tamás Magyarország |

| 2009. október 9. 21:00 CEST | Izland                                                                                        | 8 – 0       | San Marino | Laugardalsvöllur, Reykjavík · Játékvezető: Richard Trutz Szlovákia |
| 2009. október 9. 21:00 CEST | Guðmundsson 4' 40' 86' Eyjolfsson 24' Gislason 25' 75' (11-es) Ormarsson 79' Steindorsson 89' | jegyzőkönyv |            | Laugardalsvöllur, Reykjavík · Játékvezető: Richard Trutz Szlovákia |

| 2009. október 13. 17:00 CEST | Izland                        | 2 – 1       | Észak-Írország | Grindavíkurvöllur, Grindavík · Játékvezető: Fritz Stuchlik Ausztria |
| 2009. október 13. 17:00 CEST | Guðmundsson 56' Josefsson 70' | jegyzőkönyv | 80' Lawrie     | Grindavíkurvöllur, Grindavík · Játékvezető: Fritz Stuchlik Ausztria |

| 2009. november 13. 19:30 CEST | San Marino | 0 – 6       | Izland                                                                      | Olimpico, Serravalle · Játékvezető: Luc Wilmes Luxemburg |
| 2009. november 13. 19:30 CEST |            | jegyzőkönyv | 8' Sigthórsson 15' 31' Sigurdsson 18' (11-es) Vidarsson 60' 82' Finnbogason | Olimpico, Serravalle · Játékvezető: Luc Wilmes Luxemburg |

| 2009. november 13. 20:00 CEST | Észak-Írország | 1 – 1       | Németország       | The Oval, Belfast · Játékvezető: Duarte Nuno Pereira Gomes Portugália |
| 2009. november 13. 20:00 CEST | Norwood 90+4'  | jegyzőkönyv | 89' Choupo-Moting | The Oval, Belfast · Játékvezető: Duarte Nuno Pereira Gomes Portugália |

| 2009. november 17. 20:45 CEST | Észak-Írország | 1 – 2 | Csehország          | The Showgrounds, Ballymena · Játékvezető: Alexandru Deaconu Románia |
| 2009. november 17. 20:45 CEST | Norwood 81'    |       | 36' Zeman 37' Kozák | The Showgrounds, Ballymena · Játékvezető: Alexandru Deaconu Románia |

| 2010. március 2. | San Marino | ' | Észak-Írország | TBD , San Marino Játékvezető: TBD |
| 2010. március 2. |            |   |                | TBD , San Marino Játékvezető: TBD |

| 2010. március 2. | Németország | ' | Izland | TBD , Germany Játékvezető: TBD |
| 2010. március 2. |             |   |        | TBD , Germany Játékvezető: TBD |

| 2010. augusztus 11. | Csehország | ' | San Marino | TBD , Csehország Játékvezető: TBD |
| 2010. augusztus 11. |            |   |            | TBD , Csehország Játékvezető: TBD |

| 2010. augusztus 11. | Izland | ' | Németország | TBD , Iceland Játékvezető: TBD |
| 2010. augusztus 11. |        |   |             | TBD , Iceland Játékvezető: TBD |

| 2010. szeptember 3. | Csehország | ' | Németország | TBD , Csehország Játékvezető: TBD |
| 2010. szeptember 3. |            |   |             | TBD , Csehország Játékvezető: TBD |

| 2010. szeptember 3. | Észak-Írország | ' | San Marino | TBD , Észak-Írország Játékvezető: TBD |
| 2010. szeptember 3. |                |   |            | TBD , Észak-Írország Játékvezető: TBD |

| 2010. szeptember 7. | Németország | ' | Észak-Írország | TBD , Németország Játékvezető: TBD |
| 2010. szeptember 7. |             |   |                | TBD , Németország Játékvezető: TBD |

| 2010. szeptember 7. | Csehország | ' | Izland | TBD , Csehország Játékvezető: TBD |
| 2010. szeptember 7. |            |   |        | TBD , Csehország Játékvezető: TBD |

## Góllövők
5 gól
- Németország - Mats Hummels
- Izland - Jóhann Berg Guðmundsson

4 gól
- Izland - Rurik Gislason

3 gól
- Csehország - Bořek Dočkal
- Csehország - Tomáš Pekhart
- Csehország - Michael Rabušic
- Izland - Alfreð Finnbogason

2 gól
- Németország - Eric Maxim Choupo-Moting
- Németország - Julian Schieber
- Németország - André Schürrle
- Izland - Gylfi Sigurðsson
- Izland - Bjarni Vidarsson
- Észak-Írország - Josh Magennis
- Észak-Írország - Oliver Norwood

1 gól
| Csehország - Ondřej Čelůstka - Jan Chramosta - Marcel Gecov - Tomáš Hořava - Libor Kozák - Jiří Valenta - Martin Zeman | Németország - Holger Badstuber - Philipp Bargfrede - Jerome Boateng - Benedikt Höwedes - Thomas Müller - Deniz Naki - Daniel Schwaab - Richard Sukuta-Pasu | Izland - Holmar Orn Eyjolfsson - Aron Gunnarsson - Josef Kristinn Josefsson - Almarr Ormarsson - Kolbeinn Sigthórsson - Kristinn Steindorsson | Észak-Írország - James Lawrie |